# Extraño (personaje de DC Comics)
Extraño es un superhéroe de DC Comics. Creado por el escritor Steve Englehart y el artista Joe Staton, apareció por primera vez en Millennium # 2 (enero de 1988). Extraño se destaca por ser el primer superhéroe abiertamente gay en DC Comics.
El personaje fue controvertido, tanto internamente en DC Comics como entre los lectores. Englehart quería explorar más al personaje, incluida una historia sobre el VIH, pero dijo más tarde que el editor, Andy Helfer, no quería personajes homosexuales en sus cómics y «pensó que Extraño estaba 'curado' al final de Millennium».

## Biografía
Extraño formó parte de un grupo seleccionado por los Guardianes del Universo para participar en un experimento sobre la evolución humana. Extraño era un peruano llamado Gregorio De La Vega, nacido en la ciudad de Trujillo. Como mago menor, sus poderes mágicos y sus habilidades, como volar y lanzar rayos de energía de sus puños, aumentaron con el procedimiento. Formó parte del equipo de superhéroes Nuevos Guardianes, que se encargaron de luchar contra el mal dondequiera que acechara en la Tierra.
El personaje nunca dijo la palabra "gay" en el cómic, pero comúnmente se entendió que lo era. Un escritor afirma: «Extraño encarnaba casi todos los estereotipos de un hombre gay. Era extravagante y colorido, y se refería a sí mismo en tercera persona como "Auntie" (del inglés tía). Extraño se utilizó principalmente como alivio cómico, y nunca tuvo novio».
Extraño falleció a causa del VIH, al ser contagiado durante una pelea con el supervillano Hemo-Goblin, un vampiro con SIDA.

### DC - Renacimiento
El personaje fue revisado brevemente en 2016/2017 en el universo posterior a DC Rebirth, como personaje secundario en Midnighter y Apollo, una miniserie de seis números sobre dos superhéroes homosexuales.
Después de los eventos que alteraron la línea de tiempo del relanzamiento de DC Rebirth de 2016, Henry Bendix intenta reclutar a Extraño contra Midnighter y Apollo, pero Gregorio De La Vega ahora rechaza su personaje anterior y se niega. Midnighter posteriormente viaja a la casa de Gregorio en Lima, The Sacrarium, que Gregorio comparte con un hombre llamado Hugh (probablemente el teriantropo conocido como el Demonio de Tasmania) y una niña adoptada con alas llamada Suri. Gregorio acepta ayudar a Midnighter y ubica el alma de Apolo en el infierno, donde fue relegada después del encuentro de Apolo con Mawzir. El escritor Steve Orlando, que es bisexual, explica su decisión de reintroducir al personaje, diciendo: «Con un libro como Midnighter & Apollo, que de cabo a rabo es una carta de amor a los personajes queer y nuestra lucha por vivir, ser visibles y amar, se sintió bien volver a ser uno de los primeros y reintroducir a Gregorio en una nueva generación».